# Никола Серафимов
Никола (Коле) Серафимов Стоянов е български революционер, деец на Вътрешната македоно-одринска революционна организация и Вътрешната македонска революционна организация.

## Биография
Роден е в 1881 година в щипското село Куково, тогава в Османската империя. В 1905 година се присъединява към ВМОРО и работи като легален деец. След като родния му край попада в Сърбия в 1913 година, в 1914 година става нелегален и влиза в четата на кумановската чета на  Дончо Ангелов и Мите Опилски. Участва в сражения, като в едно от тях е ранен в дясната ръка и остава инвалид.
На 4 март 1943 година, като жител на Щип, подава молба за българска народна пенсия. Молбата е одобрена и пенсията е отпусната от Министерския съвет на Царство България.